# ۹۷۳ (قمری)
۹۷۳ (قمری)، نهصد و هفتاد و سومین سال در گاهشماری هجری قمری است. اول محرم این سال برابر با هشتم اوت سال ۱۵۶۵ میلادی است.